# Friedrich Bergius
Friedrich Karl Rudolph Bergius (ur. 11 października 1884 w Złotnikach (ob. osiedle we Wrocławiu), wówczas Goldschmieden w Niemczech, zm. 30 marca 1949 w Buenos Aires) – niemiecki chemik technolog, specjalista w zakresie uwodorniania węgla (metoda Bergiusa), laureat Nagrody Nobla w dziedzinie chemii w roku 1931 (wspólnie z Carlem Boschem) za wynalezienie i rozwój wysokociśnieniowych technologii chemicznych.

## Życiorys

### Dzieciństwo i młodość
Urodził się w najbliższej okolicy Wrocławia. Był potomkiem szanowanej rodziny naukowców, urzędników, teologów, wojskowych, przemysłowców (jego dziadek był profesorem ekonomii), synem Henryka Bergiusa, chemika i przemysłowca, właściciela fabryki chemicznej w Goldschmieden i twórcy oryginalnej metody produkcji tlenku glinu (z jego zakładu pochodził surowiec użyty do pierwszej produkcji metalicznego aluminium). Friedrich ukończył Gimnazjum Realne Zwinger we Wrocławiu. Wiedzę praktyczną w dziedzinie technologii chemicznej zdobywał w fabryce ojca. Przed rozpoczęciem studiów odbył też półroczny staż w dużym zakładzie metalurgicznym w Zagłębiu Ruhry. Studia chemiczne ukończył na Królewskim Uniwersytecie we Wrocławiu w roku 1903 (wykładowcy: Albert Ladenburg, Richard Abegg, Gustav Ludwig Hertz). Po odbyciu służby wojskowej wykonywał w latach 1905–1907 na Uniwersytecie Lipskim pracę doktorską na temat Über absolute Schwefelsäure als Lösungsmittel (o absolutnym kwasie siarkowym jako rozpuszczalniku; promotor: Arthur Hantzsch). Pracę zakończył we Wrocławiu, pod opieką Richarda Abegga.

### Praca zawodowa
W następnych latach był pracownikiem naukowym w Technische Hochschule w Hanowerze. Pracował również w Instytucie Nernsta w Berlinie i w Karlsruher Institut für Technologie u Fritza Habera (1909). W Technische Hochschule w roku 1911 prowadził wykłady dotyczące reakcji w gazach technicznych oraz statyki reakcji i metalurgii, jednak wkrótce poświęcił się pracy badawczej. Zajmował się przebiegiem reakcji w fazie gazowej, początkowo głównie problemom syntezy amoniaku z wodoru i azotu (metoda Habera i Boscha); opracował własną metodykę laboratoryjnych badań procesów wysokociśnieniowych (pod ciśnieniem do 300 atmosfer).
Aby zwiększyć możliwości dalszych badań w tym zakresie, założył w roku 1910 w Hanowerze własne laboratorium, wyposażone w urządzenia niedostępne w Technische Hochschule, stopniowo rozbudowywane, w którym zatrudnił kilku współpracowników. W tym laboratorium w latach 1912–1913 dokonał swojego najbardziej znanego odkrycia, dotyczącego procesów upłynniania węgla i ciężkich olei (oleje mineralne, mazut, olej napędowy) metodą uwodornienia. Wyniki badań opisał w książce The Use of High Pressure in Chemical Actions, wydanej w 1913 roku.
Powiększenie skali urządzeń – od wielkolaboratoryjnej do małej przemysłowej (zob. wdrażanie technologii, projektowanie procesów i instalacji) – było w tych warunkach niemożliwe. W roku 1914 Bergius przyjął ofertę Karla Goldschmidta (brata Hansa Goldschmidta) i przeniósł swoje laboratorium do zakładu w Essen przedsiębiorstwa Th. Goldschmidt A.G. (wkrótce został zastępcą członka zarządu tego przedsiębiorstwa). W latach 1914–1921 mieszkał w Berlinie.

Schemat blokowy procesu Bergiusa
(benzyna syntetyczna, m.in. patent US 1592772)

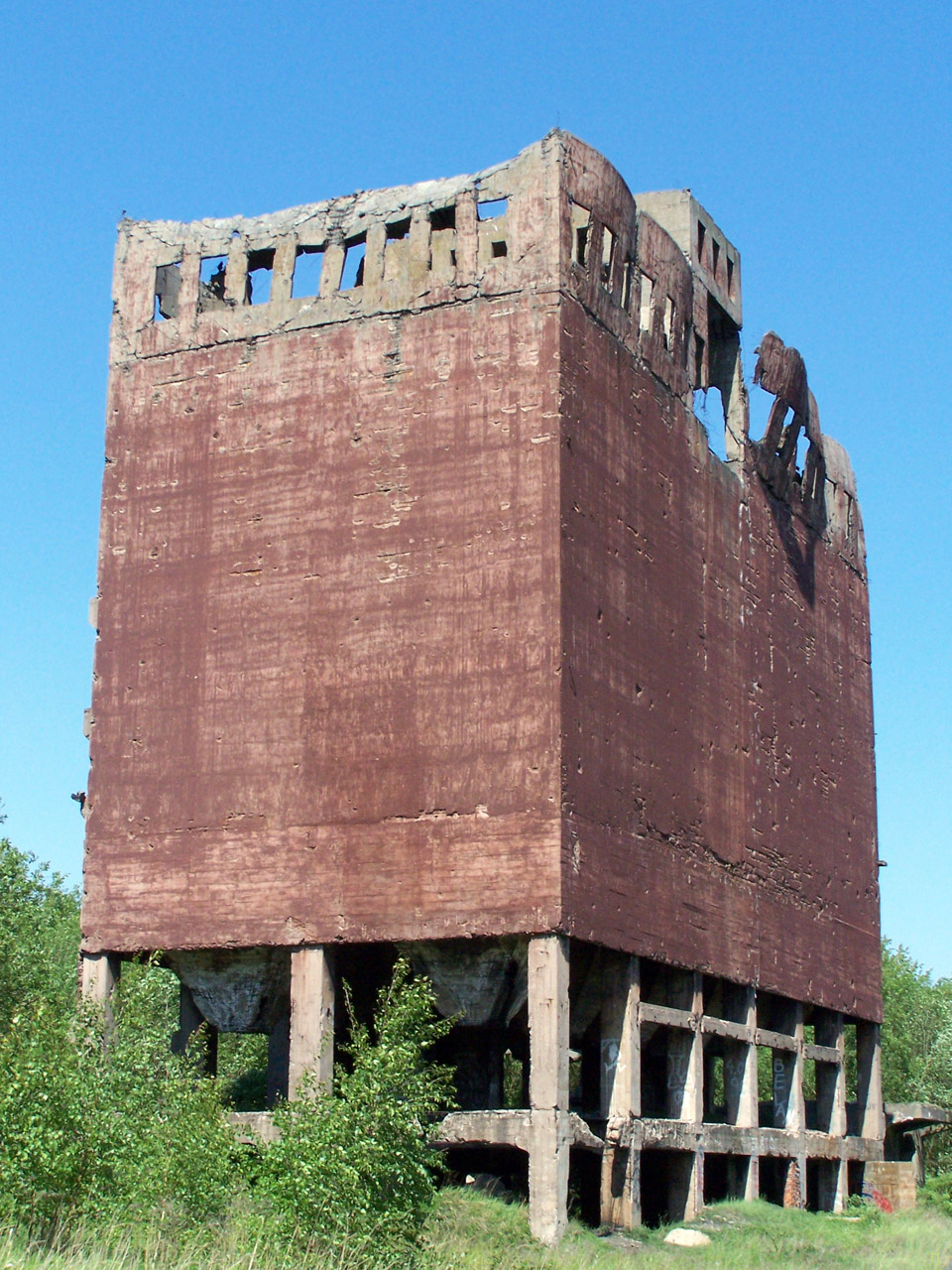
Ruiny elewatora węglowego w zakładach produkcji benzyny syntetycznej metodą Bergiusa z czasów II wojny światowej (IG Farben Industrie, Pölitz, obecnie Police; zob. też bombardowania Szczecina)

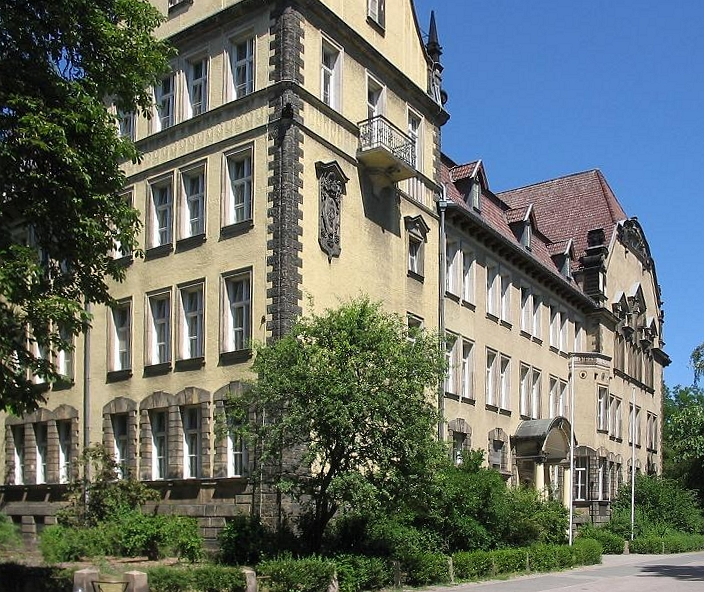
Friedrich Bergius Schule w Berlinie

Pierwsze instalacje przemysłowe zostały uruchomione w Rheinau (obecnie dzielnica Mannheim, IG Farben, rok 1920) oraz w Leunie (1 kwietnia 1927, pełna skala przemysłowa). W następnych latach zakłady produkujące benzynę metodą Bergiusa powstały w Anglii (Billingham, rok 1935, produkcja 150 tys. ton benzyny rocznie) i we Włoszech (rok 1936, 2 zakłady produkujące 240 tys. ton benzyny rocznie). W roku 1939 w Niemczech pracowało już 12 zakładów uwodornienia węgla i węglowodorów, a w końcu II wojny światowej (1943–1944) produkowano metodą Bergiusa około 4 mln ton benzyny i paliw lotniczych (m.in. w Policach i Blachowni).
Poza technologią upłynniania węgla i ciężkich węglowodorów metodą bezpośredniego uwodornienia Friedrich Bergius zajmował się, między innymi, procesami:
- scukrzania drewna (hydroliza celulozy, „metoda Hägglunda-Bergiusa”)[9][10],
- otrzymywania fenolu z chlorobenzenu[11] i glikolu z etylenu[12][13].

Po zakończeniu II wojny światowej nie znalazł w Niemczech miejsca pracy, odpowiadającego jego kwalifikacjom. Wyemigrował do Argentyny. Zmarł w Buenos Aires w 1949 roku.

## Uhonorowanie
Za opracowanie i rozwój technologii bezpośredniego uwodorniania węgla F. Bergius otrzymał Nagrodę Nobla w roku 1931 (wspólne z Carlem Boschem); był wówczas afiliowany przez Uniwersytet Ruprechta i Karola w Heidelbergu i I.G. Farbenindustrie A.G., Mannheim-Rheinau. Otrzymał ponadto tytuł doctor honoris causa Uniwersytetu w Hanowerze oraz Medal Liebiga od Stowarzyszenia Chemików Niemieckich (Verein Deutscher Chemiker). Należał do Rad Dyrektorów wielu stowarzyszeń i przedsiębiorstw zainteresowanych technologiami przeróbki węgla i ropy naftowej.

## Upamiętnienie
Friedrich Bergius jest wymieniany w podstawowych podręcznikach technologii chemicznej, jako twórca technologii produkcji paliw ciekłych metodą ciśnieniowego uwodornienia („metodą Bergiusa”) oraz współtwórca „metody Hägglunda-Bergiusa”. Jego imię nadano jednej ze szkół w Berlinie (Friedrich Bergius Schule).
Jest wspominany również we Wrocławiu. Biograficzną notę zamieszczono na stronie internetowej Uniwersytetu Wrocławskiego, w którym rozpoczynał studia. Jego popiersie znajduje się w ratuszowej Galerii Sławnych Wrocławian.